# Ласе, Ева
Ева София Ласе (латыш. Ieva Lase, урождённая Биргер, латыш. Birģere; 17 ноября 1916, Москва — 25 ноября 2002, Рига) — латвийская переводчица и политзаключённая.

## Биография
Родилась в семье Якова Биргера (Бюргера), личного дворянина, губернского секретаря, и его жены Ильзы Марии, урождённой Лацар.
В 1920 году вместе с родителями вернулась на их родину, в Латвию. Ещё в гимназии увлеклась литературой под влиянием преподававших там литераторов — Вальдемара Дамберга, Эдуарда Меклера, Карлиса Крузы. Окончила отделение романской филологии Латвийского университета, где училась, в частности, у Бориса Виппера. Затем работала корректором и преподавателем. 
Во время Второй мировой войны участвовала в национальном сопротивлении немецким захватчикам, в 1942 году была арестована и отправлена в Саласпилсский концлагерь.
По окончании войны вернулась к преподавательской деятельности и обратилась к художественному переводу, в том числе благодаря участию во «Французской группе» — кружке латышских интеллектуалов, собиравшихся частным образом для обсуждения французской литературы и культуры. В 1946 году перевела на латышский язык «Маленького принца» Антуана де Сент-Экзюпери. В 1951 году вместе с другими участниками группы была арестована, приговорена к 25 годам лишения свободы. Отбывала срок в Инте, в 1953 году была выпущена на поселение, где познакомилась со своим будущим мужем Эйженом Ласисом, встречалась с литературоведом Евгенией Таратутой. Вернулась в Латвию по амнистии в 1956 году.
По возвращении преподавала французский язык в Латвийской консерватории, а также в средней школе. В дальнейшем перевела на латышский язык «Три повести» Гюстава Флобера, пьесы Эдмона Ростана «Сирано де Бержерак», Альбера Камю «Недоразумение», Жана Ануя «Медея», произведения Альфреда де Мюссе, Жоржа Сименона и др.
В 1992 году во время государственного визита президента Франции Франсуа Миттерана в Латвию он встретился с двумя участницами «французской группы», Евой Ласе и Мирдзой Эрсой, и пригласил их во Францию на празднование Дня взятия Бастилии.